# Pawieł Ziernow
Pawieł Michajłowicz Ziernow (ros. Павел Михайлович Зернов, ur. 6 stycznia?/19 stycznia 1905 we wsi Litwinowo w obwodzie włodzimierskim, zm. 7 lutego 1964 w Moskwie) – radziecki inżynier i polityk, wiceminister średniego przemysłu maszynowego ZSRR (1954–1963).

## Życiorys
Pracował jako robotnik w fabryce, później był funkcjonariuszem Komsomołu, w latach 1926–1929 uczył się na rabfaku (fakultecie robotniczym) w Moskwie, a 1929–1933 w Moskiewskiej Wyższej Szkole Technicznej im. Baumana i został inżynierem mechanikiem oraz aspirantem, później pracownikiem naukowym i wykładowcą tej uczelni. W 1937 ukończył aspiranturę i został kandydatem nauk technicznych, a w lutym 1938 głównym inżynierem Głównego Zarządu Budowy Diesli, od września 1938 do lutego 1939 był szefem Głównego Zarządu Przemysłu Traktorowego Ludowego Komisariatu Przemysłu Maszynowego ZSRR, a od lutego 1939 do czerwca 1940 zastępcą ludowego komisarza średniego przemysłu maszynowego ZSRR. Od czerwca 1940 do grudnia 1942 był przewodniczącym Wszechzwiązkowego Komitetu Standardów przy Radzie Komisarzy Ludowych ZSRR, jednocześnie we wrześniu 1941 został zastępcą ludowego komisarza przemysłu czołgowego ZSRR (był nim do końca wojny), był także pełnomocnikiem ds. ewakuacji przedsiębiorstw przemysłowych, członkiem komisji Państwowego Komitetu Obrony ZSRR na 2 Froncie Ukraińskim i pełnomocnikiem Komitetu Specjalnego przy Radzie Wojennej 1 Frontu Białoruskiego i przy Radzie Wojskowej Grupie Wojsk Radzieckich w Niemczech. Gdy w lutym 1943 Państwowy Komitet Obrony ZSRR nakazał wszcząć prace nad stworzeniem broni atomowej ZSRR, Ziernow został włączony do tych prac, po wojnie brał udział w założeniu w mieście zamkniętym Arzamas-16 (obecnie Sarow) Biurze Konstruktorskim-11 (KB-11), w którym następnie pracował. W 1951 wszedł w skład Pierwszego Głównego Zarządu przy Radzie Ministrów ZSRR, w latach 1953–1954 był szefem Głównego Zarządu Budowy Przyborów w Ministerstwie Średniego Przemysłu Maszynowego ZSRR, następnie został wiceministrem. W 1963 otrzymał rangę generała porucznika służby inżynieryjno-czołgowej. Przyznano mu honorowe obywatelstwo Sarowa. Został pochowany na Cmentarzu Nowodziewiczym.

## Odznaczenia i nagrody
- Medal Sierp i Młot Bohatera Pracy Socjalistycznej (dwukrotnie – 29 października 1949 i 11 września 1956)
- Order Lenina (czterokrotnie – 20 stycznia 1943, 5 sierpnia 1944, 29 października 1949 i 7 marca 1962)
- Order Kutuzowa I klasy (16 września 1945)
- Order Kutuzowa II klasy (19 kwietnia 1945)
- Order Czerwonego Sztandaru Pracy (8 lutego 1942)
- Nagroda Leninowska (1963)
- Nagroda Stalinowska (dwukrotnie – 1951 i 1953)

I medale.